# George, vojvoda od Kenta
Princ George, vojvoda od Kenta (George Edward Alexander Edmund; 20. prosinca 1902. – 25. kolovoza 1942.), bio je član britanske kraljevske obitelji, četvrti sin kralja Đure V. i kraljice Marije te mlađi brat kraljeva Eduarda VIII. i Đure VI.
Tijekom 1920-ih služio je u Kraljevskoj mornarici, a zatim je kratko radio kao državni službenik. Godine 1934. dobio je titulu vojvode od Kenta. Krajem 1930-ih pridružio se Kraljevskim zračnim snagama, isprva kao stožerni časnik u Zapovjedništvu za obuku RAF-a, a od srpnja 1941. kao časnik za socijalnu skrb u okviru Ureda generalnog inspektora RAF-a.
Princ George poginuo je 25. kolovoza 1942. u zrakoplovnoj nesreći kod Dunbeatha u Škotskoj, u kojoj je smrtno stradalo četrnaest od petnaest članova posade i putnika.